# Alexander Skene

Monumento a Skene en Grand Army Plaza.

Alexander Johnston Chalmers Skene (17 de junio de 1837 - 4 de julio de 1900) fue un ginecólogo escocés conocido por ser el primero en describir las glándulas de Skene.

## Biografía
Skene nació en Fyvie, Escocia, el 17 de junio de 1837. A la edad de 19 años viajó a Estados Unidos donde estudió medicina en la universidad de King (actualmente la Universidad de Toronto), más tarde en la Universidad de Míchigan y finalmente, en el Long Island College Hospital (actual Universidad Estatal de Nueva York Downstate Medical Center) en Brooklyn, graduándose en 1863. 
Desde julio de 1863 hasta junio de 1864, trabajó como asistente de cirujano en el Ejército de los EE.UU para después ingresar en la práctica privada en Brooklyn y avanzando para convertirse en Profesor de las Enfermedades de las Mujeres en el Hospital Universitario de Long Island. 
Fue profesor de ginecología en la Facultad de Medicina de Postgrado de Nueva York en 1884 y presidente de la Sociedad Americana de Ginecología.
Skene escribió más de 100 artículos médicos y varios libros de texto. Contribuyó con muchos instrumentos quirúrgicos y mejoras en las técnicas de cirugía. 
Realizó la primera intervención exitosa de gastroenteritis que se registró y también de craneotomía, con el espéculo de Sims. Principalmente es recordado por su descripción de las glándulas de Skene en la zona de la uretra. También describió el tipo de infección que las afectaba.
Como escultor, Skene creó un busto de J. Marion Sims, que se encuentra exhibido en el vestíbulo de la Sociedad Médica del Condado de Kings. Un busto que honra a Skene se encuentra en Prospect Park Plaza (también conocido como Grand Army Plaza). Esta estatua fue trasladada en 2011 para dar cabida a una estatua de Abraham Lincoln, expresidente de los EE. UU. 
Skene murió en su casa de verano de las montañas Castkill, Nueva York, el 4 de julio de 1900. Dejó tras de si un hijo, Jonathan Bowers.

## Trabajos
- Uro-Cystic and Urethral Diseases in Women (New York, 1877)
- Treatise on Diseases of Women, for the Use of Students and Practitioners (1888)